# Povijest Slovenije
Područje današnje Slovenije naselila su keltska i ilirska plemena, a Rimljani su ga zauzeli u 1. stoljeću prije Krista. Naselivši se u prvoj polovini 7. stoljeća, Slaveni su stvorili plemenski savez kojemu je na čelu bio Samo, a nakon raspada saveza održala se samo kneževina Karantanija. U 8. stoljeću Karantanci se bore protiv Avara i Franaka, povezuju se s Bavarcima, ali su ipak potpali pod franačku vlast i prihvatili kršćanstvo. Nakon uključenja Slovenije u njemačku državu u 11. stoljeću dovršen je proces feudalizacije, oblikuju se povijesne pokrajine (Kranjska, Štajerska, Koruška, Gorica), dolazi do priljeva njemačkih doseljenika i germanizacije, te smanjenja slovenskog etničkog prostora. Slovenske pokrajine od 13. stoljeća do 1918. bile su pod vlašću Habsburgovaca i, unatoč jakoj germanizaciji, rasla je slovenska samosvijest i stvarao se objedinjujući slovenski književni jezik, osobito od vremena reformacije. Nakon 1. svjetskog rata Slovenija ulazi u državu SHS, koja 1929. postaje Kraljevina Jugoslavija. Poslije njemačke i talijanske okupacije, postaje republika u sastavu federativne Jugoslavije. U novoj Jugoslaviji Slovenci su lako proglasili državnu samostalnost 1991., nakon kratkoga sukoba s jugoslavenskom vojskom.
Slovenski parlament u kojemu većinu ima liberalno-lijeva koalicija proljeća 2015. prihvatio je velikom većinom glasova zakon za izjednačavanje istospolne veze i braka, i posvajanje djece. Zakon je donesen protiv volje naroda, kako je pokazao prethodni referendum 2012. i referendum koji je uslijedio. Zagovornici braka kao zajednice muškarca i žene okupili su se u koaliciju “Za otroke gre” (Radi se o djeci). Organizirali su prikupljanje potpisa radi održavanje referenduma. Da bi otežala referendumsko izjašnjavanje, slovenske vlasti uvele su zakonsku odredbu prema kojoj je referendum valjan tek ako na njega izađe više od 20 % birača. Ipak, 80.000 potrebnih potpisa uskoro je prikupljeno. Slovenski su birači na referendumu 20. prosinca 2015. odbacili odluku parlamenta koji nije slušao glas naroda. Na referendumu su protiv tog zakona kojim se omogućuje posvajanje djece istospolnim zajednicama i protiv redefinicije braka izašlo je 36 posto birača. Protiv je glasovalo 392.000 birača, a 225.000 za izjednačavanje istospolne veze i braka.

## Vanjske poveznice
- Karta razvoja slovenskog etničkog teritorija  Arhivirana inačica izvorne stranice od 15. prosinca 2007. (Wayback Machine)